# Казанский собор (Иркутск)
Каза́нский собо́р — утраченный православный храм в Иркутске, бывший кафедральный собор Иркутской и Ангарской епархии Русской православной церкви. Построен в 1875—1894 годах на средства жителей города. Разрушен коммунистами в 1932 году. Ныне на его месте находится здание администрации Иркутской области.

## История

### Предыстория
К середине XIX века старый кафедральный собор, построенный ещё в 1718 году, перестал удовлетворять нужды прихожан. Иркутск к тому времени значительно вырос и требовался новый, более вместительный и более величественный собор.
В 1849 году иркутский миллионер-золотопромышленник Евфимий Андреевич Кузнецов сделал пожертвование в размере 250 тысяч рублей на сооружение нового кафедрального собора в городе:

Я имею на себе обет, данный Господу Богу в дни испытаний моих, когда боролся с лишениями и опасностями… Обет сей много лет носимый в душе моей… в том состоит, чтобы собственными средствами, без всякого сторонняго вспомоществования, но своеобразно с требованиями времени, воздвигнуть в Иркутске Кафедральный Собор. Преисполненный сими чувствами, обращаюся к Вашему Высокопреосвященству с покорнейшею просьбою. Примите в распоряжение своё для издержек на построение Собора представляемый при сем капитал… Всего на сумму двести пятьдесят тысяч руб. серебром". При этом он не стал ставить каких-либо условий, а лишь скромно понадеялся, что "смиренный задатель, воскрешаем в памяти служителей алтаря Господня не изсякаемою благотворительностию своею, конечно, обрящет отраду, что имя его не забудется при жертвах и молениях, возносимых к Богу.
.

### Строительство
Выбор места под строительство собора длился с 1850 по 1872 год. Первоначально предполагалось снести Спасскую церковь или Богоявленский собор, но горожане отвергли этот вариант. Наконец, в 1872 году для строительства отвели таможенную площадь, которая была перед этим расчищена от всех зданий, кроме Спасской церкви. Руководил строительством специальный комитет во главе с протоиереем П. Громовым, а после его смерти — с его преемником протоиереем А. Виноградовым.
17 апреля 1875 года новый кафедральный собор был торжественно заложен архиепископом Вениамином в присутствии генерал-губернатора Восточной Сибири барона Платона Фредерикса, чиновников и горожан.
В основу строительства был положен проект, составленный архитектором Владиславом Кудельским. Сразу же между Вениамином и Кудельским возникли разногласия, приведшие к отстранению последнего от наблюдения за возведением собора. Вениамин высказал ряд замечаний по поводу неудобной планировки храма, неудачного, на его взгляд, решения фасадов и предложил изменить проект.
Наблюдать за работами по возведению собора был приглашён инженер Митрофан Нилович Огонь-Догоновский, который составил новый проект Казанского собора, по которому предлагалось соединить храм с колокольней с помощью одноэтажной галереи, а также внести существенные исправления в декоративное решение фасадов. В таком виде чертёж был отправлен в Святейший Синод, где рассмотрение его затянулось на шесть лет. Наконец, в 1882 году проект был представлен императору Александру III, который нашел его излишне скромным и пожелал для столь «монументального сооружения соблюсти более благолепия в наружнем его виде и стиле».
Между тем, несмотря на эти задержки, строительство собора уже началось. Работы велись безостановочно, за исключением зимнего периода. Летом они продолжались до 12 часов ночи. К июню 1879 года стены собора были возведены на высоту второго яруса окон. Но страшный пожар, уничтоживший половину города, приостановил строительство на шесть лет. Убыток от пожара оценивался только по собору примерно в 100 тысяч рублей.
Строительство возобновили в 1885 году. Руководить работами был приглашён барон Генрих Розен, который представил свой проект восстановления храма и поправки в предыдущий проект согласно замечаниям императора. Проект Розена был выдержан в русско-византийском стиле и отличался более пышным декоративным убранством. Праздничность и нарядность нового проекта больше соответствовала требованиям времени, и он был принят к строительству. Г. В. Розен руководил работами весь период возведения собора.
Новый Богородице-Казанский кафедральный собор представлял собой пятиглавый крестово-купольный храм. Центричность композиции нарушалась длинной галереей, соединяющей храм и колокольню. Иконостас главного придела был вырезан по рисункам Генриха Розена молодым иркутским мастером Н. П. Поповым. Им же были выполнены иконостасы боковых приделов, но уже по его собственным рисункам.
В восточной части подвального этажа была устроена усыпальница с приделом во имя Второго Страшного Пришествия Христова. В 1892 году в усыпальнице с правой стороны был погребён архиепископ Вениамин. Летописи отмечают, что он практически ежедневно бывал на строительной площадке и всячески способствовал быстрейшему разрешению проблем, возникающих при возведении храма. В этой же усыпальнице в 1900 году был похоронен протоиерей нового кафедрального собора Афанасий Виноградов, которым была составлена подробная летопись строительства Казанского собора.
В 1892 году основные работы по храму были завершены, и строители приступили к установке иконостасов, внутренней отделке и возведению ограды. Вокруг собора был посажен сад из ели, пихты и сосны. Возведение кафедрального Богородице-Казанского собора и его внутреннее устройство было окончено к началу 1894 года. Всего на строительство и заведение церковной утвари было израсходовано 904 025 рублей и 42,5 копейки.
25 января 1894 года состоялось освящение главного придела в честь Казанской иконы Божией Матери. Интересно, что накануне, 23 января, проводилась репетиция, на которую публика приглашалась по билетам. В день освящения из городских церквей проводились крестные ходы. По дороге к собору были выстроены войска, музыка играла «Коль славен». Освящение храма совершали два архиепископа в сослужении двух архимандритов, семнадцати священников и трёх протодиаконов.

### Кафедральный собор
В период с конца января до конца августа 1894 года архиепископом Тихоном последовательно были освящены престолы нового кафедрального собора. Всего в храме было шесть престолов: в честь Казанской иконы Божией Матери, святого Николая, святых Евфимия и Евфимии, святых Тихона и Митрофана, святого Иннокентия, преподобного Вениамина и Страшного Суда.
Иркутский кафедральный собор входил в число крупнейших культовых сооружений России. Он вмещал 5 тысяч прихожан, его высота достигала 60 метров.
После Октябрьской революции 1917 года жизнь кафедрального собора начала замирать. В 1919 году было разрушено паровое отопление, и богослужения стали совершаться только в тёплое время года. В 1920-е годы в ограде собора устроили спортивную площадку, молодёжь здесь играла в футбол. При этом была выбита значительная часть стёкол, особенно пострадала усыпальница. В местных органах печати велась активная кампания за ликвидацию собора.
В этот период кафедральный Казанский собор содержала немногочисленная община верующих, которая на свои скудные средства пыталась как-то исправить наносимый храму ущерб. В 1930 году, несмотря на ходатайствования Епархиального церковного управления, собор был закрыт.

### Снос собора
В январе 1932 года Отдел охраны памятников подписал собору приговор, отказавшись от предложения приспособить его под музей и согласовав его снос, как здания, не представляющего исторической и художественной ценности.
Попытка разобрать собор на строительный материал не увенчалась успехом, и его было решено взорвать. Первый взрыв собора был произведен в августе 1932 года. Потребовалось несколько взрывов, чтобы окончательно его обрушить. Бригады рабочих вручную разбирали обломки здания, сгружая их на вагонетки, которые увозили мусор по временным рельсам, устроенным на площади. После выравнивания остатков собора на Тихвинской площади уровень её поднялся почти на метр. От богатейшего внутреннего убранства сохранилось всего несколько икон.
В 1938 году на месте бывшего Казанского собора началось строительство Дома Советов, который ныне является зданием администрации Иркутской области.

## Описание
Структура Казанского собора была строго симметрична. Четыре малые главы, в виде беседок венчающие приделы, располагались по диагоналям планировочного креста. Главный купол в форме полусферы стоял на двенадцатигранном световом барабане.
Интересно, что вся верхняя часть собора, была выстроена в простых пропорциональных отношениях, свойственных принятым образцовым русско-византийским проектам. Преобладали соотношения объёмов 1:1, 1:2 и 1:4: высота всего храма была равна высоте главного купола с барабаном и венчанием, высота малых куполов с барабанами была равна удвоенной высоте центрального купола, радиус полусферы купола четырежды укладывался в высоте купола с барабаном, ширина храма равна его высоте без венчания и т. п.
Казанский собор был красиво оформлен, его стены украшали полуколонны, филёнки, пояски, кокошники, сухарики, бегунки, кронштейны. Отдельно от храма стояла колокольня, соединённая с главным объёмом низкой длинной галереей.

## Планы о восстановлении
В 2009 году мэр Иркутска Виктор Кондрашов предложил восстановить собор на прежнем месте. При этом администрация Иркутской области должна переехать на место бывшей чаеразвесочной фабрики.